# Liste de composés organiques C4
| Liste de composés organiques                                                                     |
| C 2 C3 C4 C5 C6 C7 C8 C9 C10 C11 C12 C13 C14 C15 C16 C17 C18 C19 C20 C21 C22 C23 C24 C25 C26 C27 |

| Formule chimique | Nom                          | Numéro CAS                        |
| ---------------- | ---------------------------- | --------------------------------- |
| C4CaCl6O4        | TCA-calcium                  | 21348-16-3                        |
| C4Cl6            | hexachlorobutadiène          | 87-68-3                           |
| C4Cl6MgO4        | TCA-magnésium                | 16094-02-3                        |
| C4F6             | hexafluoro-2-butyne          | 692-50-2                          |
| C4F8             | octafluorocyclobutane        | 115-25-3                          |
| C4HCl            | 1-chloro-1,3-butadiyne       | 6089-44-7                         |
| C4HF7O2          | acide heptafluorobutyrique   | 375-22-4                          |
| C4H2O3           | anhydride maléique           | 108-31-6                          |
| C4H3F7O          | sévoflurane                  | 28523-86-6                        |
| C4H4             | tétraédrane                  | 157-39-1                          |
| C4H4             | méthylènecyclopropène        | 4095-06-1                         |
| C4H4             | cyclobutadiène               | 1120-53-2                         |
| C4H4             | but-1-én-3-yne               | 689-97-4                          |
| C4H4BrNO2        | N-bromosuccinimide           | 128-08-5                          |
| C4H4KNO4S        | acésulfame potassium         | 55589-62-3                        |
| C4H4N2           | pyrimidine                   | 289-95-2                          |
| C4H4N2O2         | hydrazide maléique           | 123-33-1                          |
| C4H4N2O3         | acide barbiturique           | 67-52-7                           |
| C4H4N2O5         | alloxane                     | 2244-11-3                         |
| C4H4N2S3         | étem                         | 33813-20-6                        |
| C4H4O            | furane                       | 110-00-9                          |
| C4H4O2           | dioxine (1,4-dioxine)        | 290-67-5                          |
| C4H4O4           | acide fumarique              | 110-17-8                          |
| C4H4O4           | acide maléique               | 110-16-7                          |
| C4H4KNaO6        | sel de Seignette             | 304-59-6 tétrahydrate : 6381-59-5 |
| C4H4S            | thiophène                    | 110-02-1                          |
| C4H5N            | pyrrole                      | 109-97-7                          |
| C4H5NO2          | hymexazol                    | 10004-44-1                        |
| C4H5KO6          | bitartrate de potassium      | 868-14-4                          |
| C4H5P            | phosphole                    | 288-01-7                          |
| C4H6             | 1-méthylcyclopropène         | 3100-04-7                         |
| C4H6             | buta-1,3-diène               | 106-99-0                          |
| C4H6             | 2-butyne                     | 503-17-3                          |
| C4H6             | 1-butyne                     | 107-00-6                          |
| C4H6             | butadiène                    | 106-99-0                          |
| C4H6As6Cu4O16    | acéto-arsénite de cuivre     | 12002-03-8                        |
| C4H6CuO4         | acétate de cuivre            | 142-71-2                          |
| C4H6MnN2S4       | maneb                        | 12427-38-2                        |
| C4H6N2           | 2-méthylimidazole            | 693-98-1                          |
| C4H6N2           | 4-méthylimidazole            | 822-36-6                          |
| C4H6N2           | fomépizole                   | 7554-65-6                         |
| C4H6N2Na2S4      | nabam                        | 142-59-6                          |
| C4H6N2O2         | muscimole                    | 18174-72-6                        |
| C4H6N2S4Zn       | zinèbe                       | 12122-67-7                        |
| C4H6O            | 2,3-dihydrofurane            | 1191-99-7                         |
| C4H6O2           | butane-2,3-dione             | 431-03-8                          |
| C4H6O2           | 2-butyne-1,4-diol            | 110-65-6                          |
| C4H6O2           | 2-propénoate de méthyle      | 96-33-3                           |
| C4H6O2           | acétate de vinyle            | 108-05-4                          |
| C4H6O2           | gamma-butyrolactone          | 96-48-0                           |
| C4H6O3           | acide acétylacétique         | 541-50-4                          |
| C4H6O3           | anhydride acétique           | 108-24-7                          |
| C4H6O4           | acide succinique             | 110-15-6                          |
| C4H6CaO4         | acétate de calcium           | 62-54-4                           |
| C4H6O5           | acide malique                | 617-48-1                          |
| C4H6O5           | dicarbonate de diméthyle     | 4525-33-1                         |
| C4H6O6           | acide D-tartrique            | 147-71-7                          |
| C4H6O6           | acide DL-tartrique           | 133-37-9                          |
| C4H6O6           | acide L-tartrique            | 87-69-4                           |
| C4H6O6           | acide mésotartrique          | 147-73-9                          |
| C4H7Br2Cl2O4P    | naled                        | 300-76-5                          |
| C4H7ClO          | chlorure de butanoyle        | 141-75-3                          |
| C4H7Cl2O4P       | dichlorvos                   | 62-73-7                           |
| C4H7N            | butyronitrile                | 109-74-0                          |
| C4H7N            | isobutyronitrile             | 78-82-0                           |
| C4H7NO2          | ACC                          | 22059-21-8                        |
| C4H7NaOS2        | proxan-sodium                | 140-93-2                          |
| C4H7NO3          | acide acéturique             | 543-24-8                          |
| C4H7NO4          | acide aspartique             | 56-84-8                           |
| C4H8             | but-1-ène                    | 106-98-9                          |
| C4H8             | Z-but-2-ène                  | 590-18-1                          |
| C4H8             | E-but-2-ène                  | 624-64-6                          |
| C4H8             | 2-méthylprop-1-ène           | 115-11-7                          |
| C4H8             | cyclobutane                  | 287-23-0                          |
| C4H8Cl3O4P       | trichlorfon                  | 52-68-6                           |
| C4H8HgO2         | acétate d'éthylmercure       | 109-62-6                          |
| C4H8N2S          | N-allylthiourée              | 109-57-9                          |
| C4H8N8O8         | HMX                          | 2691-41-0                         |
| C4H8O            | butanal                      | 123-72-8                          |
| C4H8O            | butanone                     | 78-93-3                           |
| C4H8O            | tétrahydrofurane             | 109-99-9                          |
| C4H8OS2          | proxan                       | 108-25-8                          |
| C4H8O2           | acide butanoïque             | 107-92-6                          |
| C4H8O2           | acide isobutanoïque          |                                   |
| C4H8O2           | acétate d'éthyle             | 141-78-6                          |
| C4H8O2           | 3-hydroxybutanal             | 107-89-1                          |
| C4H8O2           | 4-hydroxybutanal             | 25714-71-0                        |
| C4H8O2           | 3-hydroxybutanone            | 513-86-0                          |
| C4H8O2           | méthoxyacétone               |                                   |
| C4H8O2           | dioxanes                     | 123-91-1                          |
| C4H8O3           | acide gamma-hydroxybutyrique | 591-81-1                          |
| C4H8O4           | érythrose                    | 583-50-6                          |
| C4H8O4           | érythrulose                  | 496-55-9                          |
| C4H8O4           | thréose                      | 95-43-2                           |
| C4H8O5           | acide thréonique             | 3909-12-4                         |
| C4H8O5           | acide D-thréonique           | 20246-26-8                        |
| C4H8O5           | acide L-thréonique           | 7306-96-9                         |
| C4H9NO           | morpholine                   | 110-91-8                          |
| C4H9NO2          | acide gamma-aminobutyrique   | 56-12-2                           |
| C4H9NO2S         | homocystéine                 | 454-29-5                          |
| C4H9NO2Se        | méthylsélénocystéine         | 26046-90-2                        |
| C4H9N3O2         | créatine                     | 57-00-1                           |
| C4H10            | butane                       | 106-97-8                          |
| C4H10            | isobutane                    | 75-28-5                           |
| C4H10N3PS        | dimatif                      | 14465-96-4                        |
| C4H10NO3PS       | acéphate                     | 30560-19-1                        |
| C4H10N2          | pipérazine                   | 110-85-0                          |
| C4H10O           | butanol                      | 71-36-3                           |
| C4H10O           | butan-1-ol                   | 71-36-3                           |
| C4H10O           | butan-2-ol                   | 78-92-2                           |
| C4H10O           | méthylpropan-2-ol            | 75-65-0                           |
| C4H10O           | éther diéthylique            | 60-29-7                           |
| C4H10O2          | butane-2,3-diol              | 24347-58-8                        |
| C4H10O3          | diéthylène glycol            | 111-46-6                          |
| C4H10O3S         | sulfite de diéthyle          | 623-81-4                          |
| C4H10O4          | érythritol                   | 10030-58-7 149-32-6 188346-77-2   |
| C4H11N           | butylamine                   | 13952-84-6                        |
| C4H11N           | diéthylamine                 | 109-89-7                          |
| C4H11NO          | diméthylaminoéthanol         | 108-01-0                          |
| C4H11NO8P2       | glyphosine                   | 2439-99-8                         |
| C4H12FN2OP       | diméfox                      | 115-26-4                          |
| C4H12N5OP        | mazidox                      | 7219-78-5                         |